# خودفري الرابع، دوق لورين السفلى
خودفري الرابع (توفى 26 أو 27 فبراير 1076)، يعرف باسم الأحدب، كان ابن خودفري الملتحي، الذي خلفه باسم دوق لورين السفلى في 1069. والدته كانت دودا وأخته كانت ديدا.